# جامع شيشلي
جامع شيشلي (بالتركية: Şişli Camii)‏ هو مسجدٌ جامع يقع في حي شيشلي في إسطنبول.